# 馬相の乱
馬相の乱（ばそうのらん／ばしょうのらん）は、後漢末期の188年に発生した益州での反乱である。反乱自体はすぐに平定されたが、その後に赴任した益州牧の劉焉は益州での自立を目指し行動し、騒動は馬相らの滅亡後も続いた。

## 概要
184年に起こった黄巾の乱は、首領の張角の病死により急速に勢力を失って平定されたが、黄巾の残党による跳梁はその後も続き、并州刺史の張懿が郭太に殺害されるなど深刻化していた。
益州では、当時の益州刺史の郤倹（郤正の祖父）は重税を取立て、怨嗟の声が上がっていた。そこで郤倹は朝廷の命で逮捕・更迭されることになり、劉焉が派遣されることになった。しかし、その前に益州でも黄巾軍の残党と称する賊が蜂起し、馬相と趙祇らは郤倹を殺害して雒城を落とした。馬相らはさらに綿竹・蜀郡・建為の3郡で騒動を起こして略奪を繰り返していた。馬相は巴郡太守も殺害し、天子を自称するまでになったが、益州従事の賈龍によって殺害された。

## 戦後

### 劉焉の益州入り
漢の皇族の1人である劉焉は益州出身の学者の董扶より「益州に天子の気がある」との進言を受けていた。それを信じた劉焉は、皇帝の霊帝に対して、「清廉な重臣を選んで、軍権を持つ州牧に任じるべき」と建議して認められ、188年に郤倹の更迭（実際には既に馬相らに殺害されていた）を受け、益州牧に任命された。劉焉は賈龍らに迎えられ、益州入りした。

### 劉焉の独立構想
劉焉は益州に入ると、南陽や三輔の諸郡から争乱を避けて蜀に移住していた民衆数万人から兵士を選抜して自分の支配下に組み入れ、「東州兵」と号した。そしてこの兵力を背景にして劉焉は綿竹を居城にして益州の在地豪族を恩賞を与えるなどして懐柔した。
劉焉は中央政権からの独立構想を目論んでおり、中央と益州を結ぶ漢中郡に五斗米道の教祖である張魯を派遣した。張魯の父の張修は黄巾の乱のときに漢中郡で反乱を起こしており、この地は五斗米道の信者が多かったからである。張魯は漢中郡太守の蘇固を攻撃して征服し、蜀と中央の交通を絶った。
そして劉焉はこれまでの懐柔策を改めて強攻策に切り替え、服従しないまたは反抗的な豪族の王咸・李権らを処刑した。自らの入蜀を迎えた賈龍も、反乱を起こしたとして死刑にした。

### 劉焉の失敗とその没後
劉焉は董卓暗殺後の混乱に乗じて、献帝がいる長安を襲撃しようとしたが、李傕らに大敗した。このとき、劉焉の長男と次男（劉範・劉誕）が殺害されるなどの打撃を受けた。
194年、劉焉は失意のうちに死去し、四男の劉璋が後を継いだ。すると劉焉の時代は服従していた張魯が自立しようとしたため、劉璋は張魯の母と弟を殺害。これに張魯は激怒し、以後は群雄として劉璋と争うようになる。

## 関連文献
- 『後漢書』（中華書局）
- 『三国志』（中華書局）
- 石井仁『魏の武帝 曹操』（新人物往来社）